# Real Audiencia von Charcas
Die Real Audiencia von Charcas (auf Spanisch vollständig: Audiencia y Cancillería Real de La Plata de los Charcas) wurde 1563 eingerichtet und war ein Gerichtshof mit Zuständigkeit für einen von sechs Gerichtsbezirken des Vizekönigreichs Peru sowie eine Institution der Kolonialverwaltung (siehe: Real Audiencia).
Nach der Teilung des Vizekönigreichs Peru im Jahr 1776 gehörte die Real Audiencia von Charcas zum Vizekönigreich Río de la Plata. Sie wurde mit der Unabhängigkeit Boliviens im Jahr 1825 aufgelöst.
Im Jahr 2011 wurde die Dokumentensammlung des Gerichts in das UNESCO-Dokumentenerbe aufgenommen.

## Die Rolle derReal Audienciasin den Kolonien
Nach der Eroberung von Mittel- und Südamerika (Conquista) durch die Spanier erließ König Karl V. die „Gesetze über Indien“ (spanisch: Leyes de Indias) sowie die „Neuen Gesetze“ (spanisch: Leyes Nuevas), in denen er die Verwaltung der überseeischen Kolonien im „Vizekönigreich Neu-Kastilien“ organisierte und regelte.
Für die Umsetzung der Gesetze und die Unterstützung der militärischen Gouverneure waren die Real Audiencias zuständig. Sie erfüllten damit Aufgaben in der Verwaltung und im Finanzwesen, die über die eines Gerichtshofes nach heutigem Verständnis weit hinausgingen, zumal eine Gewaltenteilung unbekannt war. Neben einem Vorsitzenden und vier Richtern (spanisch: Oidores) gab es einen Staatsanwalt (spanisch: fiscal), aber auch nachgeordnete Exekutivkräfte wie einen Büttel (spanisch: alguacil mayor), Polizeikräfte, Übersetzer usw.

## Die Einrichtung
Unmittelbar nach der ersten dauerhaften Besiedelung durch die Spanier ab 1540 war das heutige bolivianische Gebiet der unmittelbaren Verwaltung und Rechtsprechung durch das Vizekönigreich Peru unterstellt. Als Berufungsgericht fungierte die Real Audiencia von Lima, die zeitgleich mit dem Vizekönigreich im November 1542 gegründet wurde. König Philipp II. richtete die Audiencia von Charcas per Erlass vom 4. September 1559 in Charcas, dem heutigen Sucre, ein. Genauere Regularien finden sich in Urkunden der Jahre 1563 bis 1573.

## Das Territorium der Real Audiencia von Charcas
Das Zuständigkeitsgebiet erstreckte sich von Cusco im Norden bis Buenos Aires (und umfasste damit auch Paraguay und Tucumán) im Süden. Im Westen wurde es auf Höhe der Atacama-Wüste im heutigen Chile durch den Pazifik begrenzt, im Osten durch die Grenze nach Brasilien.

## Reformen ab 1776

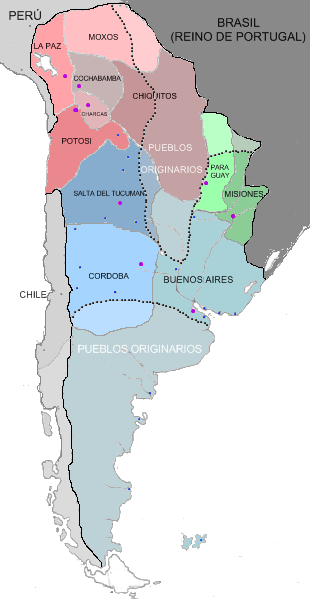
Territorium de la Plata ab 1785

König Karl III. reformierte die Verwaltung der gewachsenen Kolonie. Er schuf ein neues Vizekönigreich Río de la Plata, in das die Audiencia von Charcas eingegliedert wurde.
Die innere Verwaltung wurde ebenfalls unterteilt, und zwar in Intendencias. Auf dem Gebiet der Audiencia Charcas gab es ab 1782 vier Intendencias: La Plata, Potosí, Cochabamba und La Paz. 1784 folgte die Intendencia von Puno, die ab 1796 in den Zuständigkeitsbereich der Real Audiencia von Cuzco und damit ins Vizekönigreich Peru fiel.
Mit der Gründung der Real Audiencia von Buenos Aires 1783 verlor Charcas die Zuständigkeit für die Gebiete am Río de la Plata, Tucumán und Paraguay.

## Unabhängigkeitskrieg
Im oberen Peru, dem heutigen Bolivien bildeten sich schon früh (ab 1809) eigene Juntas (vgl. bolivianischer Unabhängigkeitskrieg). Von da an verlor die Audiencia ihre exekutiven Machtbefugnisse und beschränkte sich auf die juristische Funktion.
1810 wurde der Vizekönig des Río de la Plata abgesetzt, und die Unabhängigkeitsbewegung kam ans Ruder. Charcas trat in die Vereinigten Provinzen des Río de la Plata ein. Am 3. August 1810 annektierte der Vizekönig von Peru, José Fernando Abascál y Sousa das abtrünnige Gebiet formell für sein Vizekönigreich, nachdem royalistische Verwaltungsbeamte ihn gedrängt hatten.
Mit Regierungsbeschluss vom 21. Mai 1813 wurde die Real Audiencia von Charcas aufgelöst. Charcas schickte am 9. Juli 1816 Gesandte zum Kongress von Tucumán, die die Unabhängigkeit der Provinzen des Vizekönigreiches von Spanien erklärten.
Nach der Schlacht von Yavi fassten die Spanier im November 1816 wieder im Hochland Fuß und richteten auch die Audiencia wieder ein, allerdings als Bestandteil des Vizekönigreichs Peru.
Am 22. Februar 1818 berief der Oberbefehlshaber der königlichen Heers den General Rafael Maroto zum Gouverneur der Provinz La Plata und damit auch zum Präsidenten der Real Audiencia von Charcas. Während fünf Jahren Unabhängigkeits- und Bürgerkriegs behielt er die Gewalt, bis 1823 Andrés de Santa Cruz La Paz für die Unabhängigkeitsbewegung zurückerobern konnte. Der letzte Präsident der Audiencia war Antonio Vigil, den Pedro Antonio Olañeta mitten im Kampf gegen die Unabhängigkeitsarmee berief. Mit der Einrichtung des Gerichtshofes von Hochperu (spanisch: Tribunal de Justicia del Alto Perú) durch Simón Bolívar und die Unabhängigkeit Boliviens am 6. August 1825 endete die Real Audiencia von Charcas endgültig.

## Vorsitzende der Real Audiencia von Charcas
- Pedro Ramírez de Quiñones (1559–1572)
- Lope Díez Aux de Armendáriz (1573–1577)
- Antonio González (1578–1580)
- Juan de Matienzo (1580)
- Juan López de Cepeda (1580–1602)
- Alonso Maldonado de Torres (1602–1610)
- Diego de Portugal (1610–1627)
- Martín de Egües (1627–1632)
- Juan de Carabajal y Sande (Mai 1632–1635)
- Juan de Lizárazu y Recain (März 1635–1642)
- Dionisio Pérez Manrique de Lara, marqués de Santiago (1642–1647)
- Francisco de Nestares Marín (1647–1656)
- Pedro Vázquez de Velasco (1661–1670)
- Bartolomé de Salazar (1670–1673)
- Bartolomé González de Póveda (1673–1685)
- Diego de Mejia (1685)
- Francisco Domínguez (1695–1698)
- José Boneu (1702)
- José Antonio de la Rocha y Carranza, marqués de Villarocha (1704)
- Francisco Pimentel y Sotomayor (1706)
- Jorge Manrique de Lara ( - 1723)
- Gabriel Antonio Matienzo (1723–1725)
- Francisco de Herboso y Luza (1725–1732)
- José Francisco de Herrera (1728)
- Ignacio Antonio de Querazyju y Mollinedo (1730)
- José Gabriel de Jauregui y Aguirre (1738)
- Nicolás Jiménez de Lobatón y Azaña, marqués de Rochafuerte (1746–1757)
- Juan Francisco Pestaña y Chumacero (1757–1766)
- Juan Martínez de Tineo (1767–1769)
- Ambrosio de Benavídes (1769–1776)
- Jerónimo Manuel de Ruedas (1776)
- Agustín de Pinedo Fernández de Valdivieso (1779–1780)
- José Ignacio Flores de Vergara y Ximénez de Cárdenas (1781–1785)
- Vicente de Gálvez y Valenzuela (1786–1790)
- Joaquín del Pino y Rosas Romero Negrete (1790–1797)
- Ramón García de León y Pizarro, marqués de Casa Pizarro (1797 – 12. Juli 1809)
- Vicente Nieto de las Viñas y García Sánchez de Valencia y González (30. September 1809–1810)
- José Pascual de Vivero y Salaverria (1816–1818)
- Rafael Maroto e Ysern (1818–1824)
- Pedro Antonio de Olañeta (1824–1825)
- Antonio Vigil (1825)

## Aktenbestand
Die Akten und Urkunden der Audiencia von Charcas werden – soweit noch vorhanden – im Staatsarchiv der Republik Bolivien (Archivo Nacional de Bolivia) in Sucre aufbewahrt. Sie sind wichtige Quellen zur Kolonialgeschichte Boliviens und der einst zur Audiencia gehörenden Regionen Argentiniens.